# 北千里 (イラストレーター)
北 千里（きた せんり）は、日本のイラストレーター。関西在住。Web上のハンドルネームはくろまぐろ。

## 来歴
ゲーム開発会社に勤務後、2006年よりフリーのイラストレーターとして活動。
SNK入社後に初めて関わったタイトルは『サムライスピリッツ』で、ドット制作を担当していた。『侍魂 SAMURAI SPIRITS』以降はイラストも手掛けている。

## 主な作品

### キャラクターデザイン
- サムライスピリッツシリーズ
- CAPCOM FIGHTING ALL STARS / CAPCOM FIGHTING Jam（イングリッド）
- ファイアーエムブレム 蒼炎の軌跡
- ファイアーエムブレム 暁の女神
- ファイアーエムブレム 覚醒 - ダウンロードコンテンツ・マルスのイラスト。
- ファイアーエムブレム ヒーローズ - 「王国の娘 セシリア」「白夜の侍 リョウマ」「剣魔 カレル」「大いなる傭兵 アイク」「光の王子 マルス[2]」
- ウソツキと犬神憑き
- NEOGEO HEROES 〜Ultimate Shooting〜
- 花札 参
- アンチェインブレイズ レクス（ニーズヘッグ）
- 恋忍者 〜愛と欲望の平安乱舞〜
- ノルナゲスト戦記 〜運命の女神たち〜

### その他
- SNK VS. CAPCOM カードファイターズ2 EXPAND EDITION（イラスト[ゲーム内 1]）
- SNK VS. CAPCOM カードファイターズDS（イラスト[ゲーム内 2]）
- CAPCOM FIGHTING ALL STARS（ゲーム内・関連イラスト[3][4][5]）
- ストリートファイター アートワークス 極（コメント[6]）
- ルミナスアーク3 アイズ（特典イラスト）
- 勇者30（イラスト）
- ヴァルハラナイツ2 バトルスタンス（イラスト）
- NO MORE HEROES 2 - デスパレート・ストラグル（特典イラスト）
- 大戦乱!! 三国志バトル（カードイラスト）
- 戦国IXA（カードイラスト）
- 神獄のヴァルハラゲート（カードイラスト）

#### ファイアーエムブレム関連
- ファイアーエムブレム大全（イラスト、コメント）
- ファイアーエムブレム0（インテリジェントシステムズ / 任天堂[7]）
  - 「暗黒竜と光の剣」 - 「紅の死神 ナバール」のイラスト[8][9]
  - 「覚醒」 - 「新たなる聖王 クロム」のイラスト[10]
  - 「光と闇の神焔」 - アイクの公式イラストを流用[11][12]
  - 「蒼炎の軌跡」 - アイクとセネリオのイラスト[13]
  - 「透魔」 - アクアのイラスト[13]
  - 「紋章の謎」- 「ナバールを名乗る剣士 サムトー」「必殺の剣の使い手 サムトー」のイラスト[14]
  - 「暁の女神」 - ミカヤのイラスト[13]
  - 「聖戦の系譜」 - 「光の皇子 セリス」[15]
  - 「ヒーローズ」 - 「金翼の王子 アルフォンス」
  - 「無双」 - 「希望の英雄王 マルス」「アリティアの英雄 マルス」「イーリスの英雄 クロム」「絆の聖君主 クロム」[16][17]
- ファイアーエムブレム英雄百歌 - シグルド[18]

## 作中出典
1. ↑  レアリティSカード「ナコルル」「リムルル」テキストに記述あり。
2. ↑  レアリティSカード「春麗」「アテナ」テキストに記述あり。